# 宮﨑亨
宮﨑 亨（みやざき とおる）は、日本の材料科学者。学位は、工学博士（東北大学・課程博士・1966年）。名古屋工業大学名誉教授・元副学長。元日本金属学会会長。正四位。

## 人物・経歴
1960年名古屋工業大学金属工学科卒業。1962年東北大学大学院工学研究科修士課程修了。1965年東北大学大学院工学研究科博士課程修了。1966年東北大学より課程博士として工学博士の学位を取得。東北大学金属材料研究所助手、名古屋工業大学金属工学科助教授、名古屋工業大学金属工学科教授、名古屋工業大学副学長を経て、1999年日本金属学会会長。2000年名古屋工業大学名誉教授。2015年瑞宝中綬章受章。指導学生に森博太郎大阪大学名誉教授など。

## 著書
- 『材料の組織形成 : 材料科学の進展』内田老鶴圃 2016年
- 『若い技術者のための機械・金属材料 [第3版]』（矢島悦次郎, 市川理衛, 古沢浩一, 小坂井孝生, 西野洋一と共著）丸善出版 2017年